# Truls Månsson
Truls Månsson, född 5 februari 1966, är en svensk bordshockeyspelare som representerar stockholmsklubben Björkhagen Rangers. Truls har främst utmärkt sig i veteranklassen (40+ år) där han blev lagvärldsmästare 2009 i Budapest, 2019 i Raubichi, Vitryssland, 2023 i Bryne, Norge och 2025 i Umeå. Truls har även tillhört det svenska landslaget i den öppna klassen under VM 2011, EM 2012, EM 2014, VM 2015, EM 2018, VM 2019, EM 2022, VM 2023, EM 2024 och VM 2025.

## Meriter
- VM-guld 2009, veteranklassen, lag
- VM-guld 2019, veteranklassen, lag
- VM-guld 2023, veteranklassen, lag
- VM-guld 2025, veteranklassen, lag
- VM-silver 2011, veteranklassen, lag
- VM-silver 2015, veteranklassen, lag
- VM-silver 2015, öppna klassen, lag
- VM-silver 2025, öppna klassen, lag
- VM-silver 2025, superveteranklassen, individuellt
- VM-brons 2017, superveteranklassen, individuellt
- VM-brons 2021, superveteranklassen, individuellt
- VM-4:a 2011, veteranklassen, individuellt
- VM-4:a 2011, öppna klassen, lag
- VM-5:a 2019, öppna klassen, lag
- VM-5:a 2023, veteranklassen, individuellt
- EM-silver 2014, veteranklassen, lag
- EM-brons 2010, veteranklassen, lag
- EM-brons 2024, öppna klassen, lag
- EM-brons 2024, superveteranklassen, individuellt
- EM-4:a 2010, veteranklassen, individuellt
- EM-4:a 2012, öppna klassen, lag
- EM-4:a 2014, öppna klassen, lag
- EM-4:a 2018, superveteranklassen, individuellt
- EM-4:a 2022, superveteranklassen, individuellt
- SM-guld 2025, superveteranklassen, individuellt
- SM-silver 2008, rookieklassen, individuellt
- SM-silver 2012, öppna klassen, lag
- SM-silver 2013, veteranklassen, individuellt
- SM-silver 2023, superveteranklassen, individuellt
- SM-silver 2024, superveteranklassen, individuellt
- SM-brons 2009, veteranklassen, individuellt
- SM-brons 2010, veteranklassen, individuellt
- SM-brons 2011, öppna klassen, lag
- SM-brons 2015, veteranklassen, individuellt
- SM-brons 2019, öppna klassen, lag
- SM-brons 2022, superveteranklassen, individuellt
- SM-brons 2022, öppna klassen, lag
- SM-brons 2023, öppna klassen, lag
- SM-brons 2024, veteranklassen, individuellt

## Meriter som förbundskapten
- EM-guld 2018, veteranklassen, lag